# Synagoge (Creglingen)

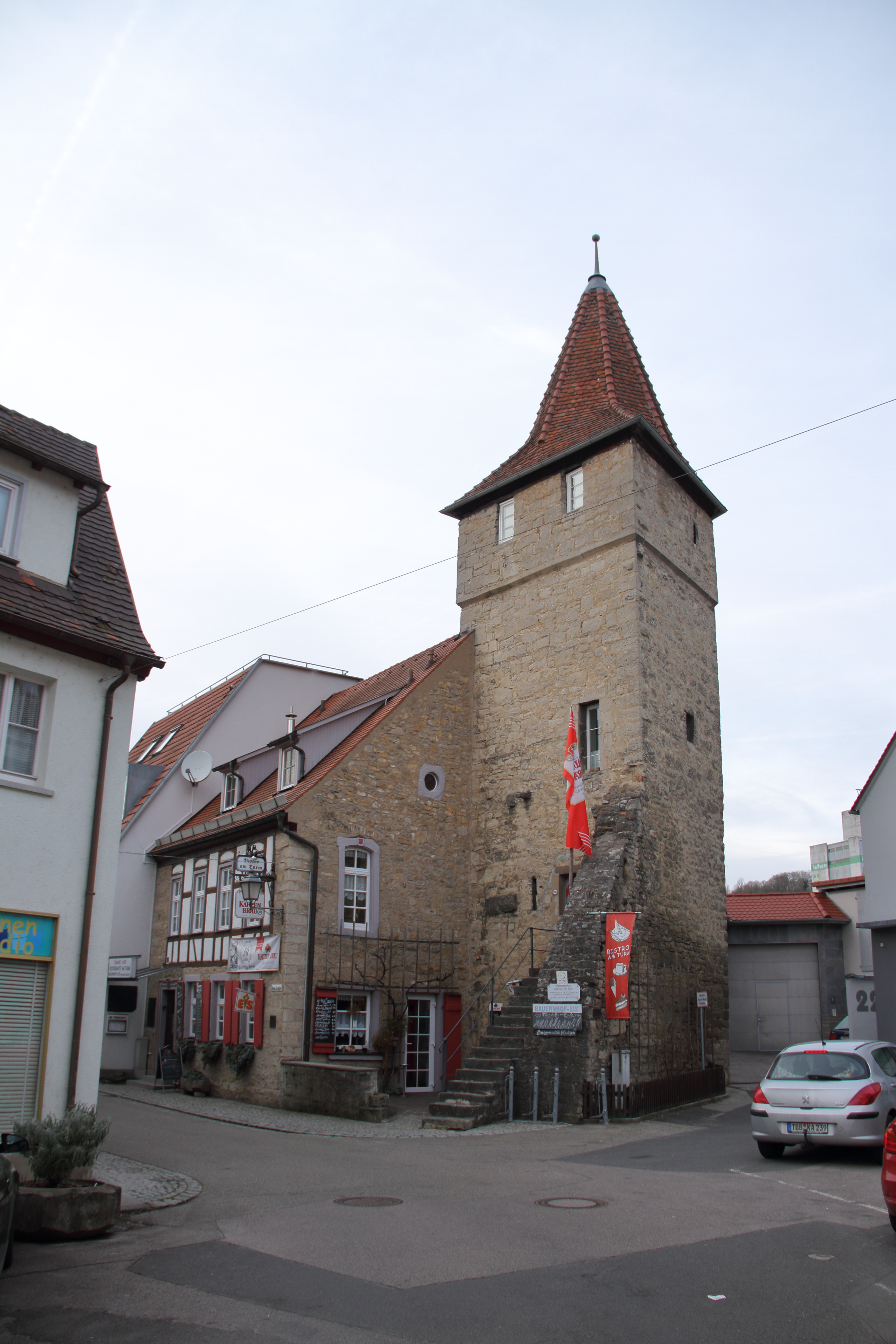
Ehemalige Synagoge Creglingen

Die ehemalige Synagoge in Creglingen im Main-Tauber-Kreis in Baden-Württemberg wurde vermutlich am Anfang des 17. Jahrhunderts errichtet.

## Geschichte
Jud Simson zu Reinßbronn (heute: Stadtteil Reinsbronn) konnte im Jahr 1618 ein Haus in der Badgasse 3 erwerben und hat vermutlich wenig später dort einen Betsaal eingerichtet. In Creglingen war auf jeden Fall im 17. Jahrhundert ein solcher vorhanden. Zwei junge jüdische Männer wurden während des Dreißigjährigen Krieges in der Creglinger Synagoge ermordet. Das Gebäude blieb mehrere Generationen in Familienbesitz und von 1704 an gehörte es Simsons Urenkel Lazar Moses. Spätestens unter ihm wird sich ein Betsaal beziehungsweise eine Synagoge in diesem Haus befunden haben. Auch im Haus Lindleinstraße 30 könnte es zeitweise einen Betsaal gegeben haben, möglicherweise sogar vor der Einrichtung eines Betsaales in der Badgasse 3. Vom 17. bis zum frühen 20. Jahrhundert war auch dieses Haus (genannt „das alte Judenhauß“) in jüdischem Besitz. 1766 wurde das Haus von Eysig Jacob erworben und er fand im Keller noch eine „Juden-Tauch“ (ein rituelles Bad) und auf den alten Fenstersimsen in der Stube eingeschnittene hebräische Buchstaben. Daher könnte auch hier ein Betsaal gewesen sein.
Der Bau einer Synagoge wurde bereits 1765 von der jüdischen Gemeinde geplant. Der Betsaal, der sich bislang in einem jüdischen Wohnhaus befunden hatte, wurde als keine dauerhafte Lösung angesehen. Um eine „Schul“ mit einer Wohnung für den Lehrer zu bauen, erwarb die Gemeinde ein baufälliges Haus neben dem Faulturm (heute: Neue Straße 28). Aufgrund einer Verzögerung begann der Bau erst im Mai 1799 und die Synagoge wurde im Jahr 1800 eingeweiht. Im ersten Stock des Gebäudes (über dem Schulraum im Erdgeschoss) lag der Betsaal, im Bereich des zweiten Stockes lag die Frauenempore. Seit 1849 war auch der baulich mit der Synagoge verbundene Faulturm im Besitz der jüdischen Gemeinde. Die Gemeinde vermietete später die Turmwohnung auch an christliche Bürger, die Armenunterstützung bezogen. Der Faulturm wurde auf Anfrage der Stadt kostenfrei als Jugendherberge zur Verfügung gestellt. Aus diesem Grund wurde der Turm 1932/33 umgebaut.
Die Synagoge wurde in den 1860er-Jahren gründlich renoviert. Die Gemeinde versuchte im Blick auf einige Veränderungen in der Inneneinrichtung auf Grund ihrer sehr schlechten finanziellen Situation Geld zu sparen. Der württembergische König Karl wurde vom Vorsänger Kahn und den drei Gemeindevorstehern gebeten, der Creglinger Gemeinde zur Ausschmückung der Synagoge „drei Kronleuchter zu einem Gnadenpreis“ zu überlassen. Jedoch ohne Erfolg, da der Hofmarschall des Obersthofmeisteramtes am 22. August 1870 mitteilte, dass „sich schon länger keine derartigen entbehrlichen oder abgängigen Kronleuchter bei der Königlichen Schlossverwaltung“ mehr befänden. Die Gemeinde hatte nach der Synagogenreparatur und dem damals gleichzeitig notwendigen Erwerb einer Lehrerwohnung trotz Gewährung eines Staatsbeitrages eine Schuldenlast von 1450 Gulden.
Das Synagogengebäude wurde im Inneren beim Novemberpogrom 1938 demoliert und einige Fenster wurden demoliert. Das Gebäude samt Faulturm kam 1939 in den Besitz der Stadt Creglingen. Beide wurden als Jugendherberge genutzt, bis sie im Jahr 1970 in private Lagerräume umgewandelt wurden. Das Gebäude wurde 1987 restauriert und ist seitdem als Restaurant im Gebrauch. Seit 1987 ist eine Hinweistafel zur Erinnerung an die Geschichte des Hauses angebracht. Im Frühjahr 2002 wurde der Faulturm restauriert.